# شهرستان تسانگ‌وو
شهرستان تسانگ‌وو (به لاتین: Cangwu County) یک منطقهٔ مسکونی در چین است که در ووژوو واقع شده‌است.